# Districtul Texenna
Texenna este un district din provincia Jijel, Algeria.